# Luger P08
Pistolul Parabellum 1908, sau Luger P08 este un pistol semi-automat cu recul scurt, patentat de Georg Luger în 1898 și produs de firma germană de arme Deutsche Waffen und Munitionsfabriken (DWM), începând din 1900, împreună cu alte firme cum ar fi W+F Bern, Krieghoff, Simson, Mauser și Vickers. Prima dată a fost adoptat de Elveția în mai 1900. În armata germană, a fost intens folosit până în 1938, când a fost parțial înlocuit de Walther P38 (de calibru 9mm Parabellum), dar a continuat să fie folosit și să rămână în serviciul armatei germane și după aceea.

## Utilizatori
- Germania
- Germania
- Italia
- Iugoslavia
- Finlanda
- România
- Coreea de Sud
- Coreea de Nord
- Bulgaria
- Republica de la Weimar
- China
- Taiwan
- Elveția
- Japonia
- Bolivia
- Iran
- Brazilia
- Ciad
- Turcia
- Franța
- Germania de Est
- Germania de Vest
- Portugalia
- Germania
- Țările de Jos

## Legături externe
- Materiale media legate de Luger P08 la Wikimedia Commons
- Maßtafeln zur Pistole 08 und langen Pistole 08